# Macrocaudus multisetatus
Macrocaudus multisetatus är en spindeldjursart som beskrevs av Moraes, McMurtry och Mineiro 2003. Macrocaudus multisetatus ingår i släktet Macrocaudus och familjen Phytoseiidae. Inga underarter finns listade i Catalogue of Life.